# Barbara Trader Faires
Barbara Trader Faires (1943) foi uma matemática estadunidense, secretária durante oito anos da Mathematical Association of America.
Faires obteve o diploma na East Carolina University. Obteve o doutorado na Kent State University em 1974, com a tese On Grothendieck Spaces and Vector Measures, orientada por Joseph Diestel.
Foi casada com o matemático J. Douglas Faires (1941-2012) que lecionou na Youngstown State University em Youngstown, Ohio. Juntos foram autores de diversos livros-texto sobre cálculo.

## Publicações selecionadas
- Faires, Barbara (1974). «On Vitali–Hahn–Saks Type Theorems» (PDF). Bulletin of the American Mathematical Society. 80 (4): 670–74
- Faires, Barbara. (1978) "Varieties and Vector Measures".  Mathematische Nachrichten,  85 (1), Varieties and Vector Measures.